# Matteo Spagnolo
Matteo Spagnolo (Bríndisi, Italia, 10 de enero de 2003) es un jugador de baloncesto italiano que pertenece a la plantilla del Saski Baskonia de la liga ACB. Además, es internacional con la selección de baloncesto de Italia. Con 1,93 metros de estatura, juega en la posición de base.

## Carrera

### Inicios
Matteo se formó en las categorías inferiores de la Stella Azzurra Roma con el que debutó con 13 años y 10 meses en el primer equipo en la tercera italiana. En 2018 llegó a la estructura del Real Madrid para continuar su formación en categoría cadete. Más tarde, Matteo durante la temporada 2019-2020 formaría parte del equipo júnior y del filial de Liga EBA.

### Profesional
El 8 de marzo de 2020, en la jornada 23 de la Liga Endesa debutó con el primer equipo del Real Madrid en el WiZink Center frente al Tecnyconta Zaragoza con apenas 17 años.
El 23 de julio de 2021, firma por el Vanoli Cremona de la Lega Basket Serie A, cedido por el Real Madrid durante una temporada. Al término de la temporada fue elegido mejor sub-23 del campeonato.
Fue elegido en la quincuagésima posición del Draft de la NBA de 2022 por Minnesota Timberwolves. Disputa la NBA Summer League con los Wolves, pero el 28 de julio de 2022 es cedido al Aquila Basket Trento, no marchándose del baloncesto italiano. Al término de la temporada es elegido mejor sub-23 de la Serie A, por segundo año consecutivo.
El 9 de agosto de 2023, firma por el ALBA Berlín de la Basketball Bundesliga.
El 28 de julio de 2025 firmó por una temporada con el Saski Baskonia de la liga ACB española.

### Selección nacional

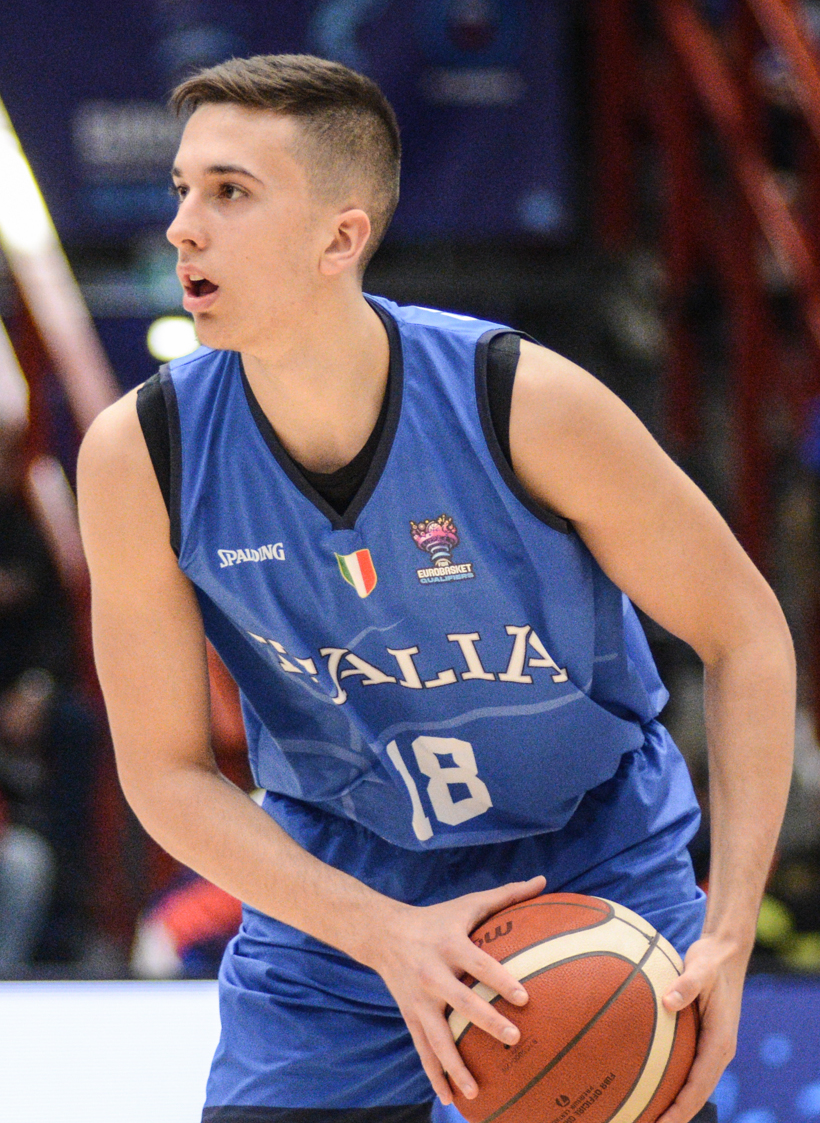
Spagnolo con la selección italiana en 2020.

Con la selección de baloncesto de Italia júnior participó en dos ediciones del Campeonato de Europa Sub-16, ganando el bronce en 2019 e incluido en el mejor quinteto del torneo.
El 20 de febrero de 2020 hizo su debut con la selección absoluta, a la edad de 17 años, 1 mes y 10 días (convirtiéndose así en el tercer debutante más joven en la historia del azzurri), con motivo del partido de clasificación para el europeo de 2021, ganado por 83-64 contra Rusia y anotando 3 puntos.
Durante agosto y septiembre de 2023 fue integrante de la selección de Italia que participó en el Mundial de 2023 celebrado en Asia, y que finalizó en octavo lugar.